# 北海道旅客鉄道苗穂工場
苗穂工場（なえぼこうじょう、Naebo Workshop）は、北海道札幌市東区北5条東にある北海道旅客鉄道（JR北海道）の車両工場。鉄道車両に記入される記号は「NH」、「苗穂工」。工場構内には日本貨物鉄道（JR貨物）苗穂車両所も併設されている。
隣接して苗穂運転所（札ナホ）と苗穂駅が設置されている。
本項目では、日本貨物鉄道苗穂車両所（JR貨物苗穂車両所）・日本貨物鉄道輪西車両所（JR貨物輪西車両所）・北海道鉄道技術館についても記述する。

## 組織

### 苗穂工場

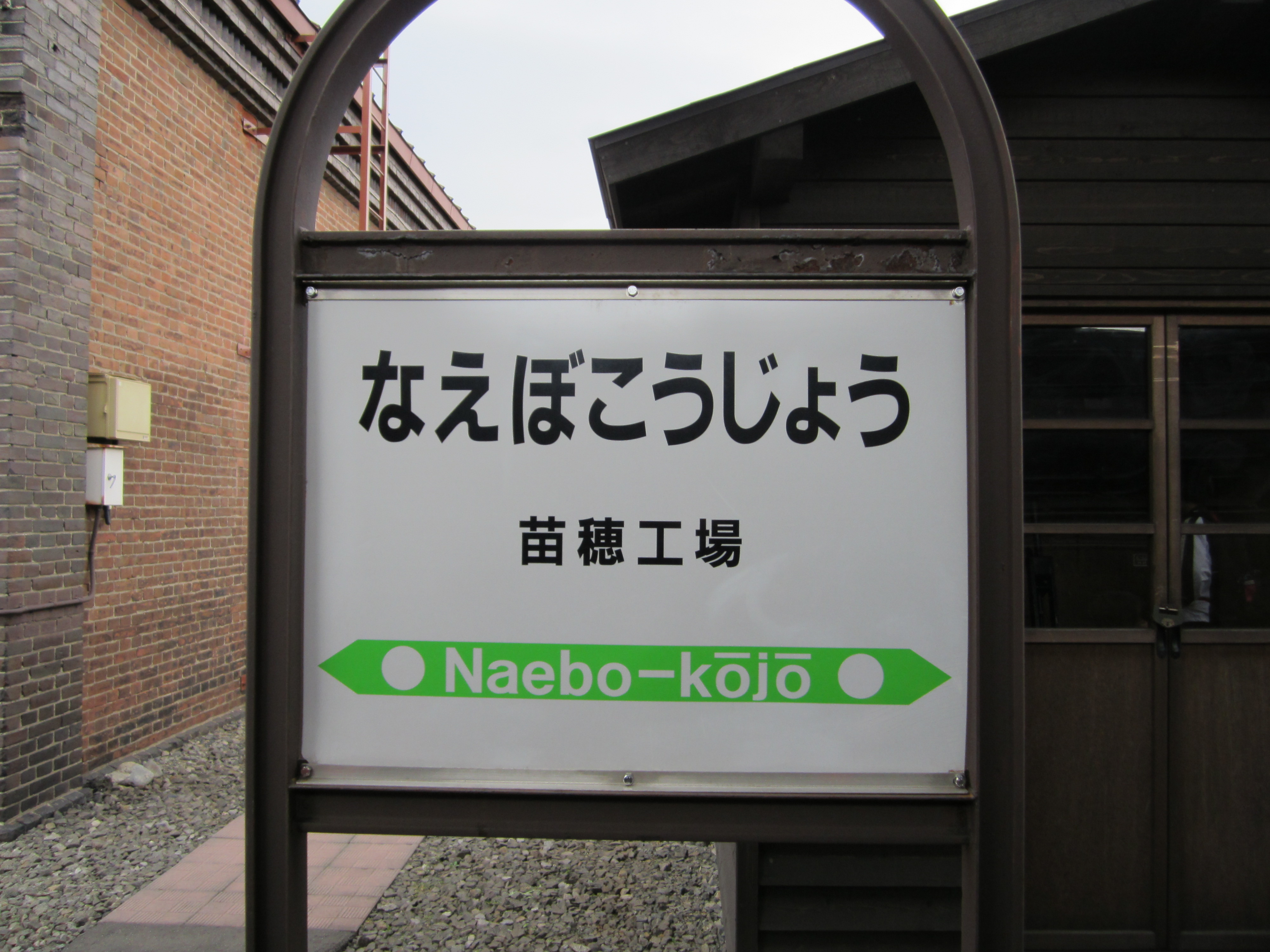
駅名標を模した看板

旧日本国有鉄道（国鉄）時代から各種車両の製造、改造、整備、廃車解体を行っている。北海道内で車両の製造ができる工場は苗穂工場と釧路工場の2箇所だけであった。また、鋳鉄制輪子、銘板などの鋳物も製造しており、特に摩擦係数の高い特殊鋳鉄制輪子（ブレーキシュー）は冬季間の降雪およびレール凍結時において、最高速度の130km/hから600m以内の制動距離で停止させることが可能で、これを使用しなければ十分な制動力を得られない。なお、JRの車両工場で鋳物を製造する部門が現存するのは当工場と東日本旅客鉄道（JR東日本）長野総合車両センターのみである。
JR北海道に在籍する機関車（蒸気、ディーゼル、電気）と電車全車、7割以上の気動車を受け持つ。なお、函館運輸所に配置されている電車と電気機関車は途中に非電化区間があり自力での回送が不可能なため、ディーゼル機関車で牽引されて当工場まで回送される。
年に1回（例年10月）、工場内を一般公開している。ただし、2013年は事故や車両トラブルが相次いだことによるメンテナンス強化の面で、2018年は北海道胆振東部地震の影響で、2020年は新型コロナウイルス感染症の影響で中止となった。

#### 実績
1980年代から1990年代初頭にかけては「アルファコンチネンタルエクスプレス」「ニセコエクスプレス」など、北海道内を走る一連のリゾート列車の改造や製作を担当した。そのうち「フラノエクスプレス」は1987年のブルーリボン賞を受賞した。
1990年6月中旬には721系電車の全般検査の実施を控え、組み付けなどの実習教材として川崎重工業から3両分（2次車のF-17編成）構体と台車を購入し、艤装や内装工事を当工場で実施した（1991年2月末完成）。1995年11月には283系気動車の試作中間車（キハ283-2001、のちにキハ282-2001に改番・1996年5月末完成）を、2006年から2009年にかけては261系気動車21両を川崎重工業から構体と台車を購入の上、艤装や内装工事を当工場で実施した。これらはノックダウン生産と呼ばれる製造方式である。
変わったケースでは、国鉄時代に余剰となった貨車および客車を売却する際に、内装まで含めた店舗としての整備を行ったり、当時自社直営であったバス事業において使用するボンネットバスの修復整備なども行っている。

### 苗穂車両所
苗穂工場構内には日本貨物鉄道（JR貨物）苗穂車両所も併設されており、主にJR貨物北海道支社管内に配置されている機関車の全般検査などを行っている。このため、札幌貨物ターミナル - 苗穂車両所間における機関車の工場入出場回送や、函館本線苗穂 - 幌向間における試運転も行われている。
当所は主に車体・台車関係の整備を直営で行っており、検査時に取り外した電装品やエンジンの整備については、メーカーへ委託（DF200形ディーゼル機関車など）またはJR北海道苗穂工場に委託して実施している。また、機関車関係の業務についてはJR北海道苗穂工場側からの受託もある。
2014年8月の鷲別機関区の廃止により、輪西派出が苗穂車両所に統合されたが、2019年に輪西車両所として再び独立した。

#### 所属車両
2021年3月現在。
HD300形ハイブリッド機関車
- 3両（501 - 503号機）が所属。

### 輪西車両所
輪西車両所（わにししゃりょうじょ）は、北海道室蘭市にあるJR貨物の車両工場である。旧鷲別機関区輪西派出・苗穂車両所輪西派出。
JR貨物が保有するコンテナ車や有蓋車、JR北海道が保有する貨車の全般検査・交番検査を担当する。
1998年（平成10年）4月から2000年（平成12年）3月にかけて、ワム80000形貨車のチップ輸送専用化（480000番台）改造を行った。

#### 歴史

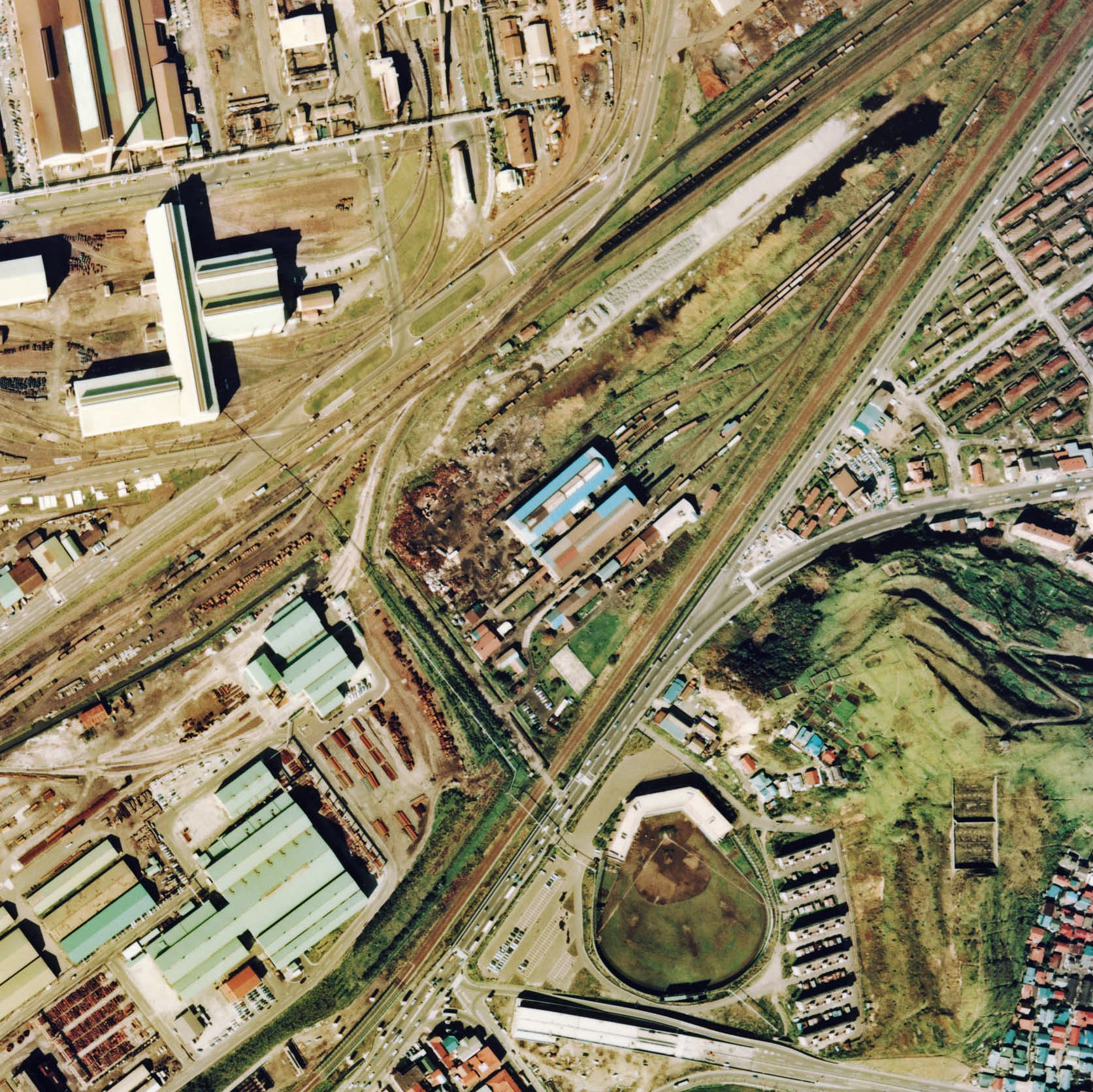
1976年の苗穂工場客貨車輪西職場（当時）と周囲約750m範囲。左下が輪西駅方。右上が東室蘭駅方。本線は右上から一番下側を左下へ走る複線。中央から右上にかけてが当派出。左側と上側は新日鉄室蘭製鉄所。

- 1912年（大正元年）12月 - 岩見沢工場室蘭派出として発足。
- 1915年（大正4年）3月 - 苗穂工場輪西派出に改称。
- 1923年（大正12年）8月 - 現在地に移転。
- 1936年（昭和11年）9月 - 苗穂工場輪西貨車職場となる。
- 1949年（昭和24年）2月 - 苗穂工機部客貨車（輪西）職場となる。
- 1959年（昭和34年）2月 - 苗穂工場客貨車（輪西）職場となる。
- 1987年（昭和62年）
  - 3月 - 輪西車両所となる。
  - 4月 - 国鉄分割民営化により、JR貨物北海道支社輪西車両所となる。
- 1998年（平成10年）10月 - 貨車の交番検査を鷲別機関区本区から移管。
- 1999年（平成11年）4月 - 鷲別機関区輪西派出となる。
- 2014年（平成26年）9月 - 苗穂車両所輪西派出となる[9]。
- 2019年（平成31年/令和元年） - 輪西車両所となる[7]。

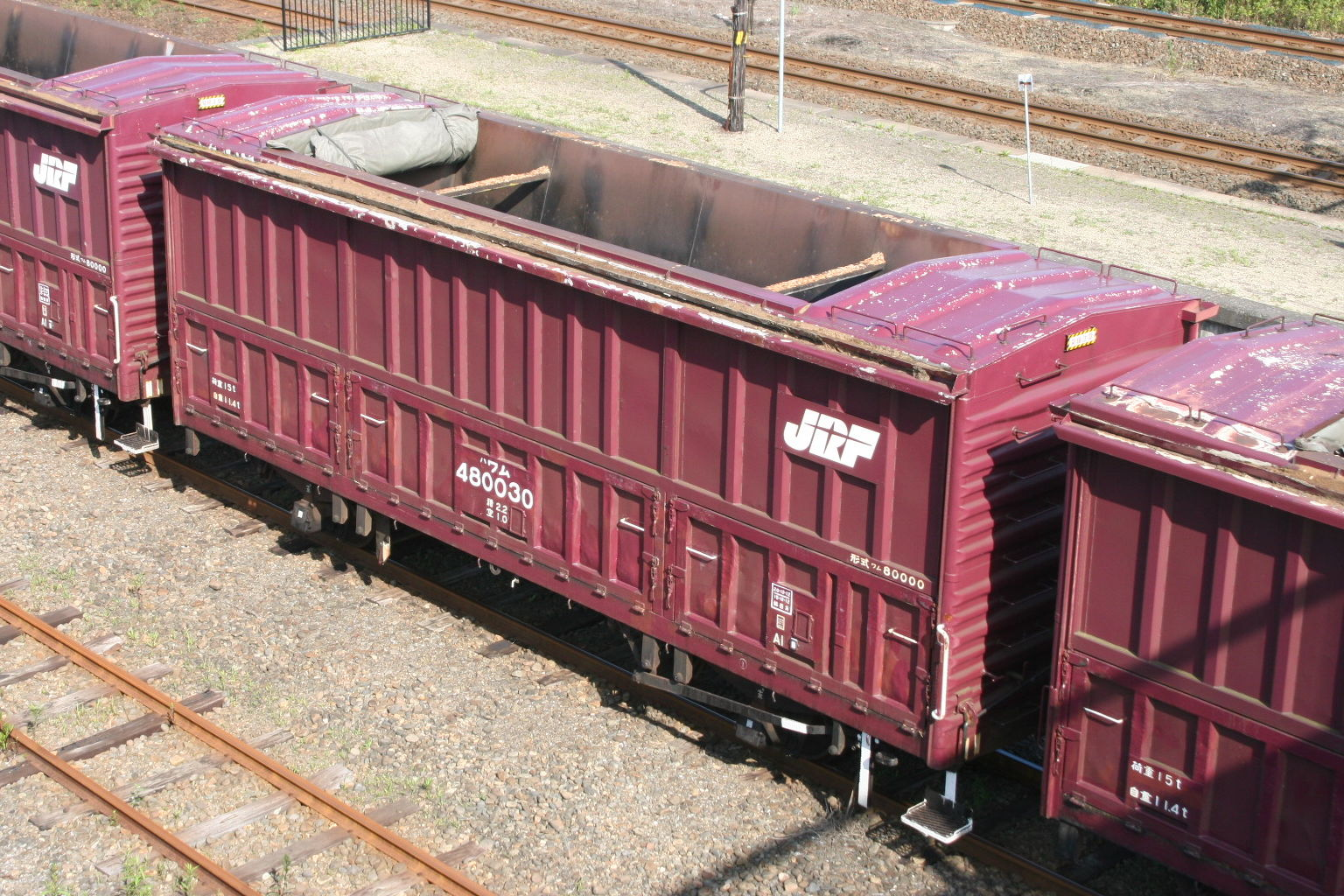
ワム80000形480000番台 （改造を担当）

### 北海道鉄道技術館
北海道鉄道技術館（英称:Hokkaido Railway Technology Museum）とはJR北海道苗穂工場内に存在する鉄道の展示資料館である。
「さっぽろ・ふるさと文化百選」、北海道遺産「札幌苗穂地区の工場・記念館群」の一施設として選定されている。

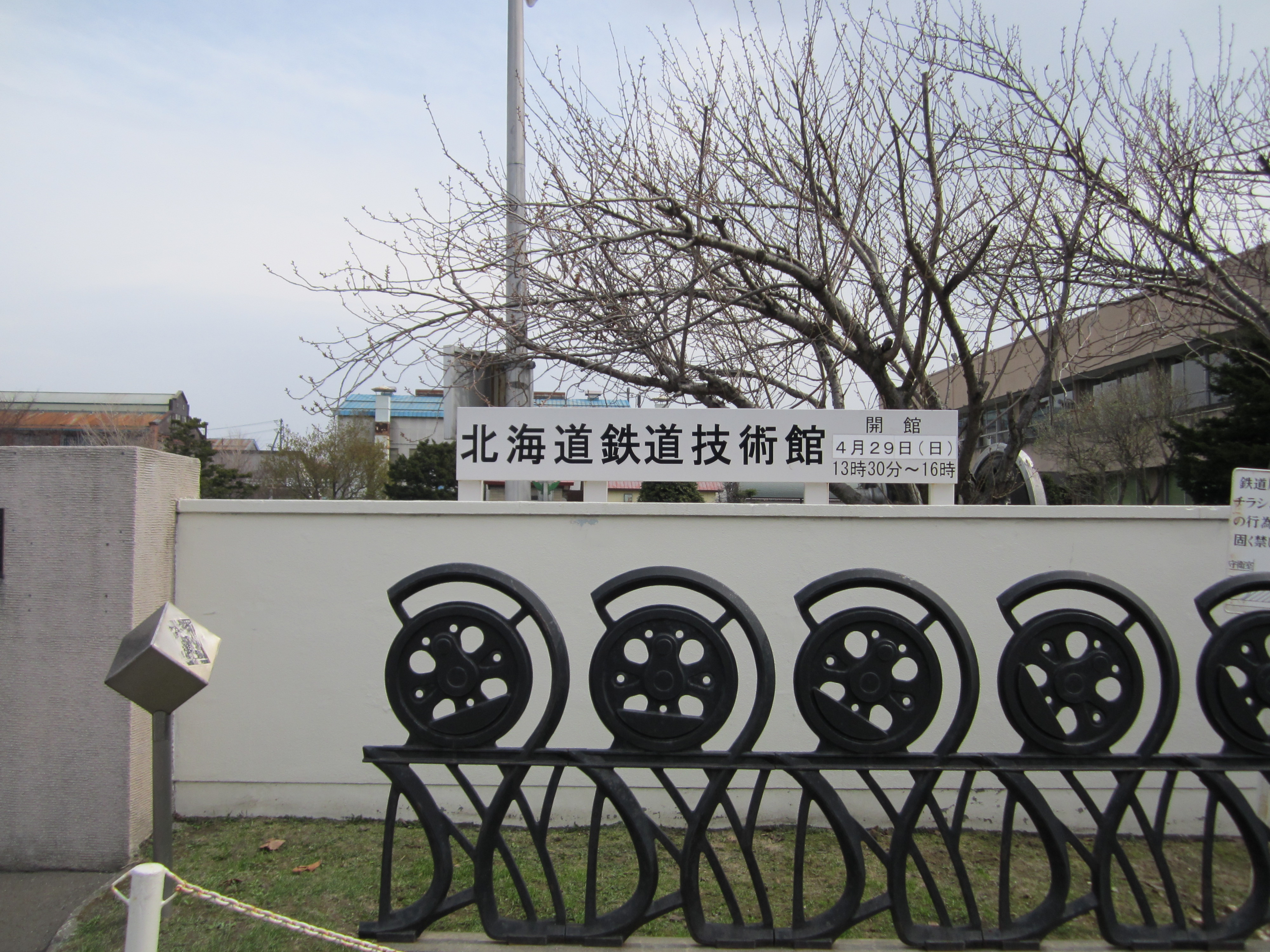
北海道鉄道技術館敷地前
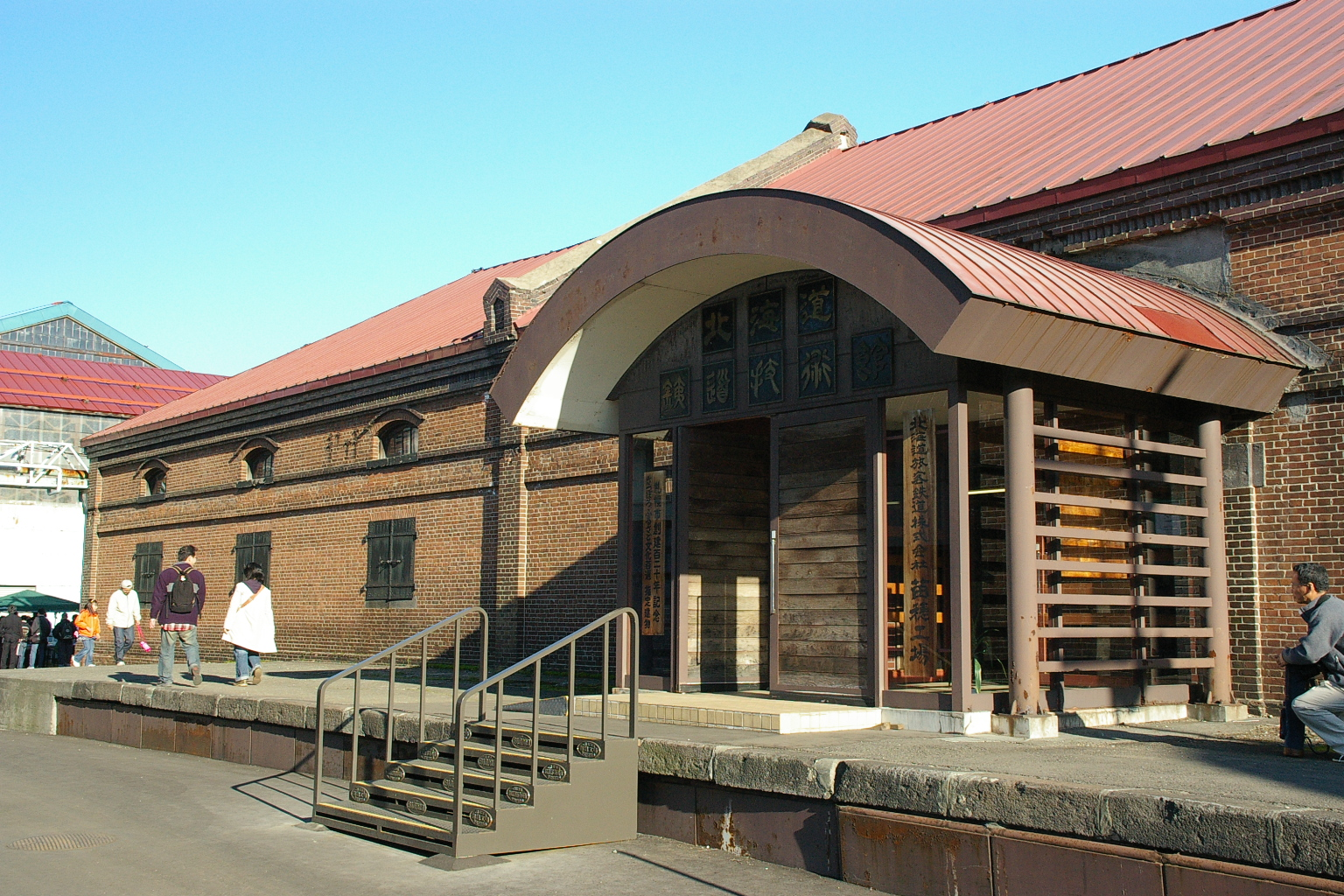
北海道鉄道技術館外観
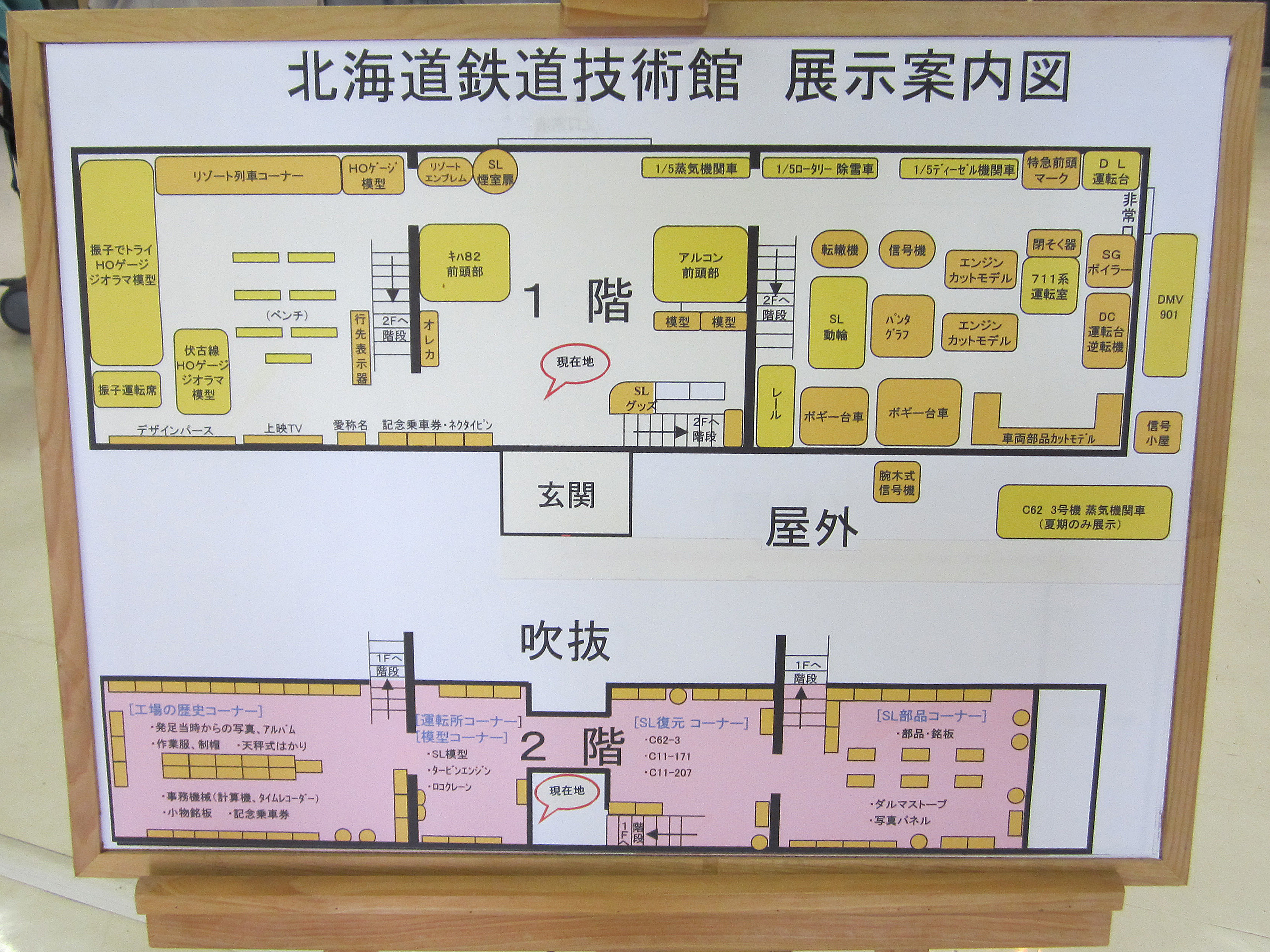
技術館案内図
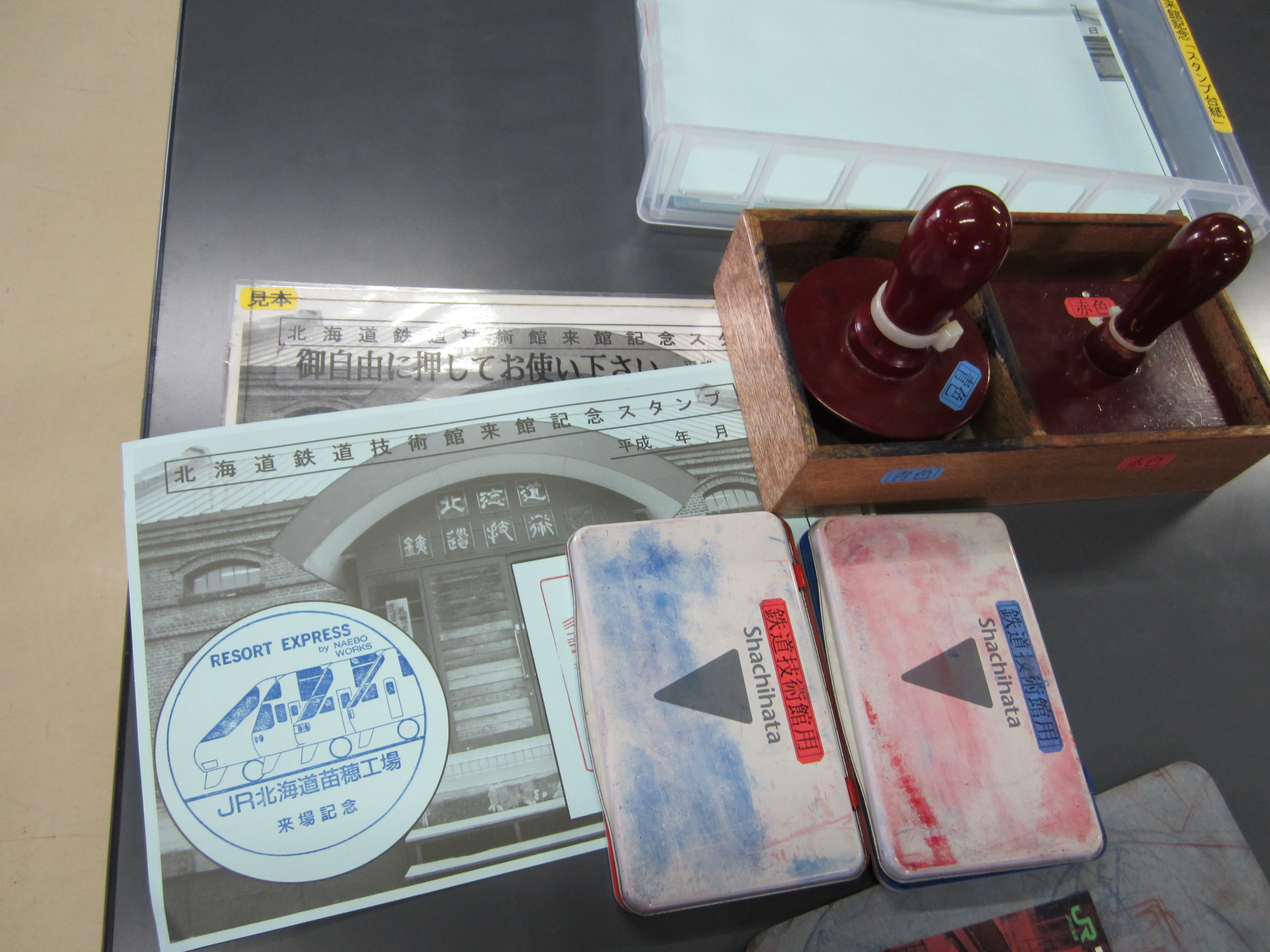
来館記念スタンプ
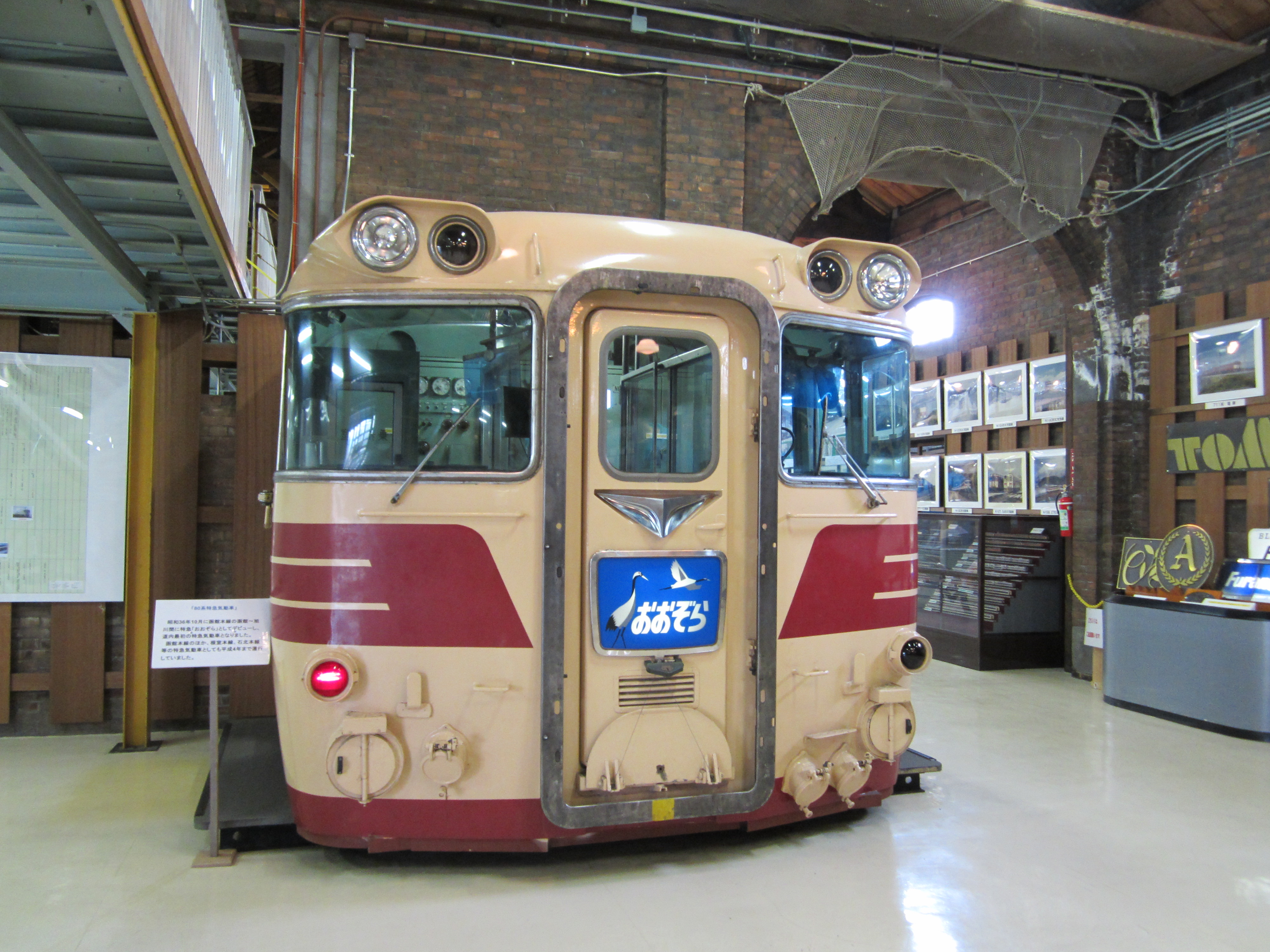
キハ82 86前頭部
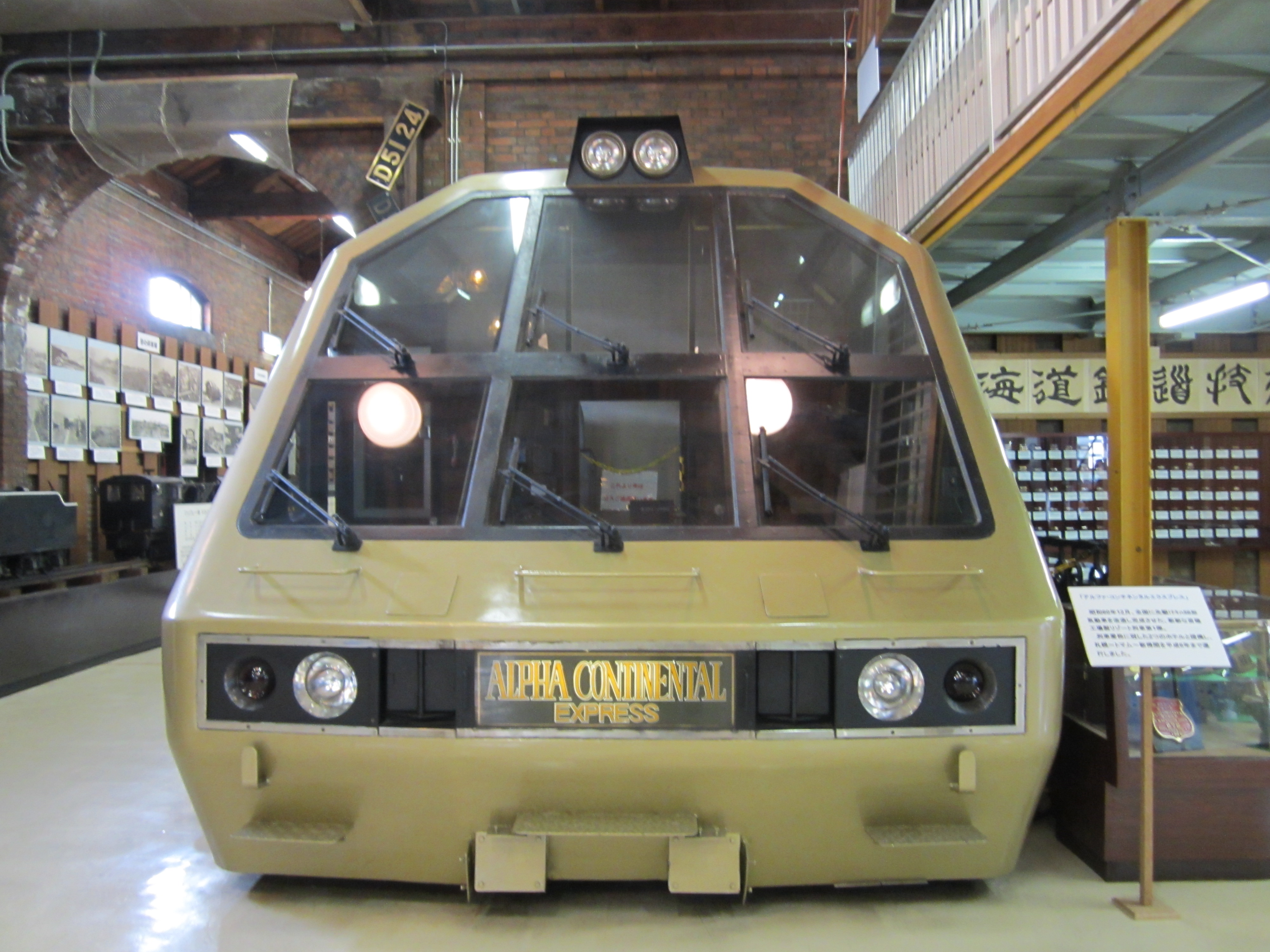
アルファコンチネンタルエクスプレス前頭部（キハ59 1）
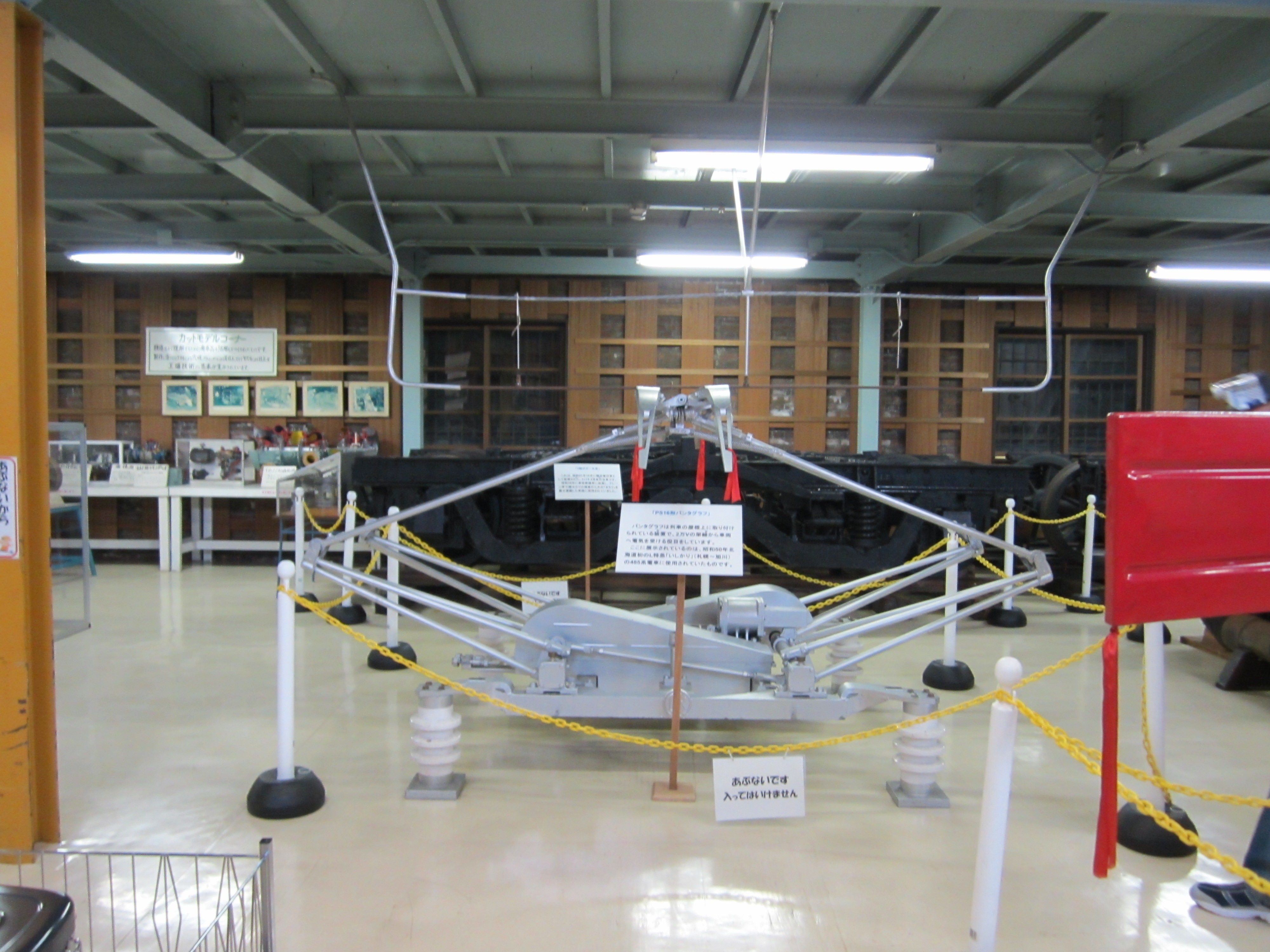
パンタグラフ
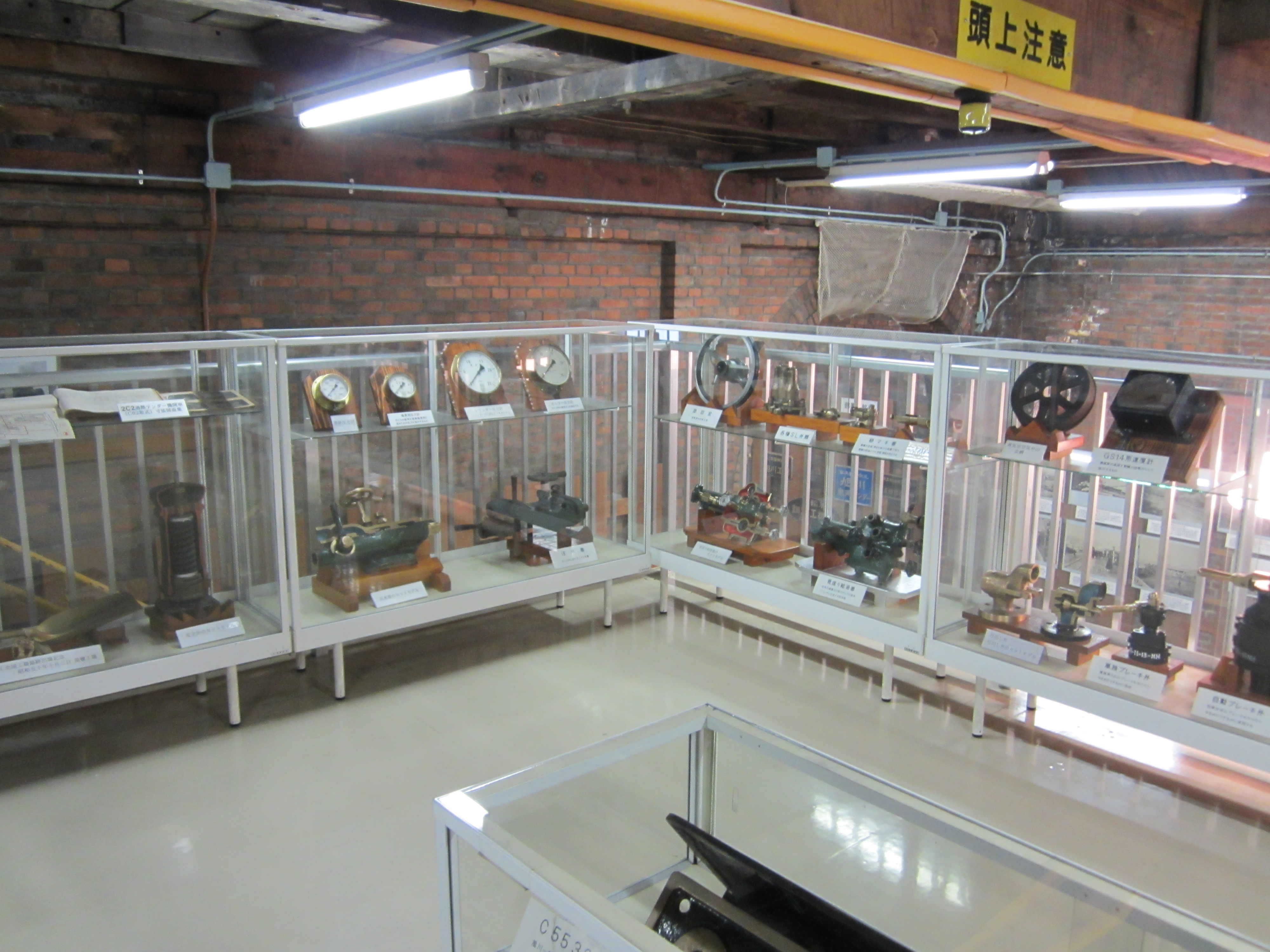
2階の様子
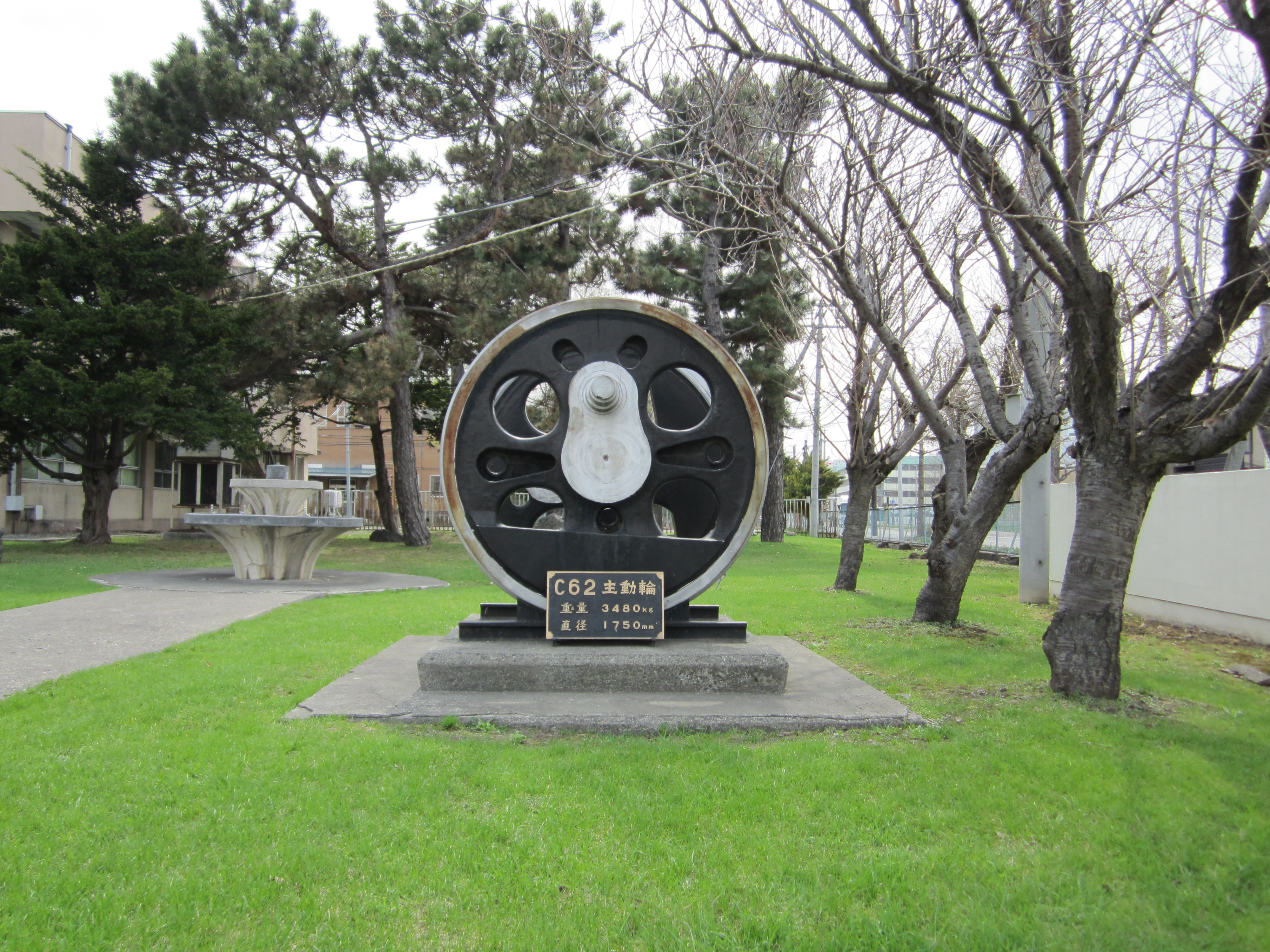
C62主動輪
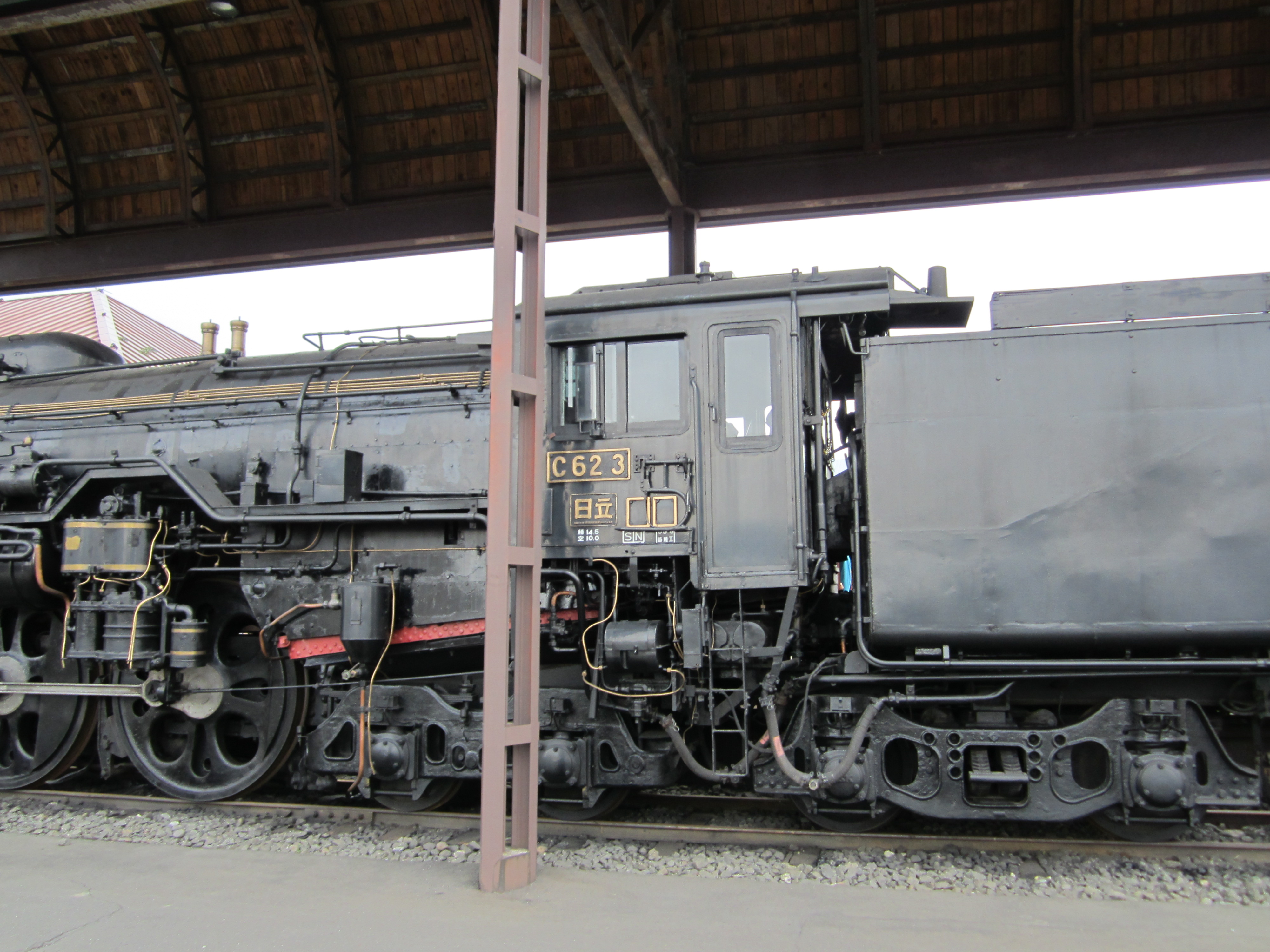
展示されているC62 3、中の見学も可能
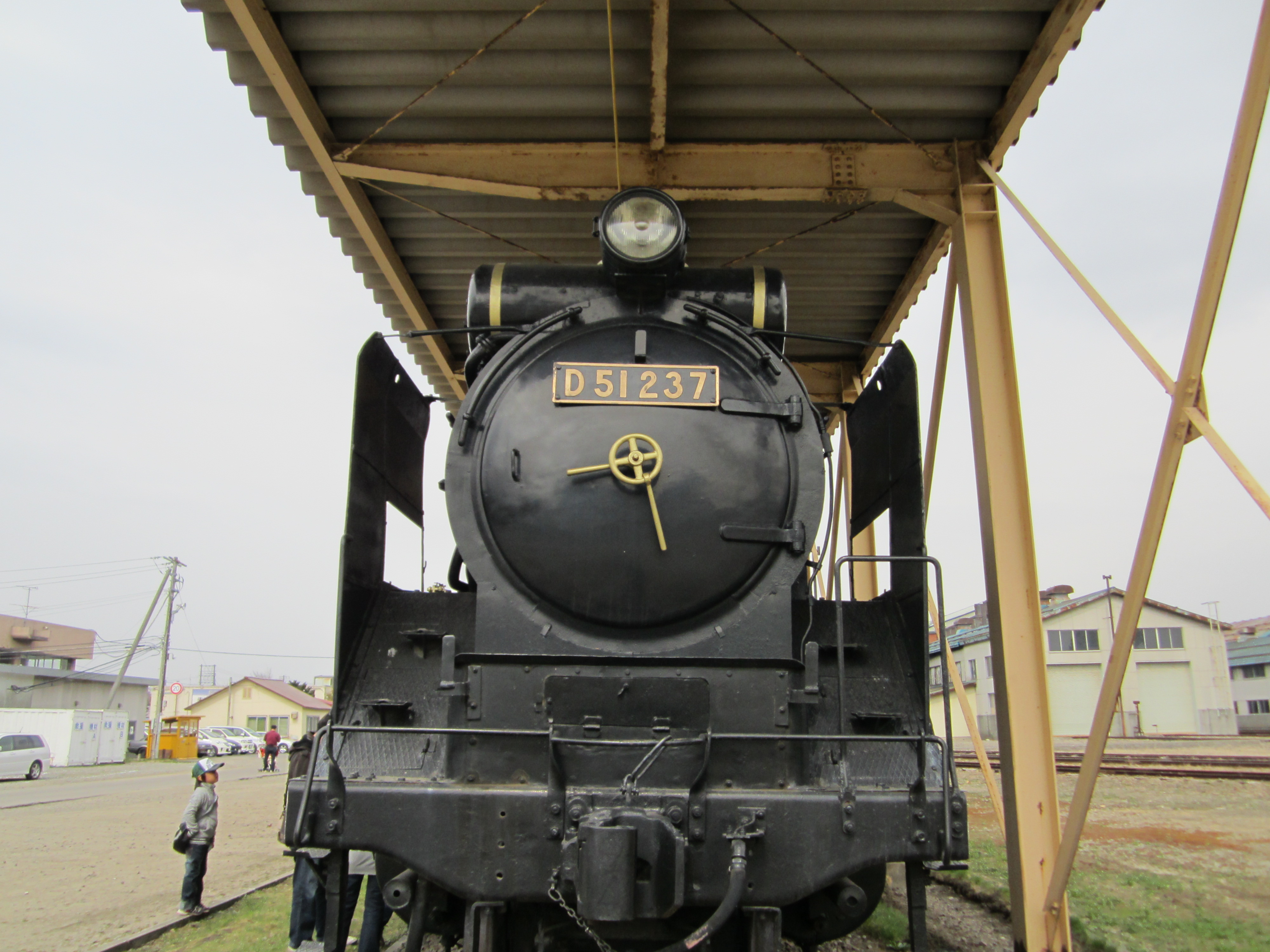
D51 237正面

#### 交通アクセス
JR苗穂駅北口より徒歩15分。北海道中央バス（札幌東営業所）「苗穂工場」停留所より徒歩5分。

## 沿革
- 1909年（明治42年）12月 - 鉄道院札幌管理局札幌工場として開庁。
- 1914年（大正3年） - 蒸気機関車の修繕を開始。B6形（2120形）。
- 1915年（大正4年） - 苗穂工場に改称。
- 1933年（昭和8年）7月 - 内燃機関修繕工事を開始。
- 1938年（昭和13年） - D51 237が落成。
- 1942年（昭和17年） - 苗穂工機部に改称。
- 1950年（昭和25年） - 苗穂工場に改称。
  - 9月 - 客車鋼体化工事。オハフ60形第1号落成。
- 1955年（昭和30年）6月 - ディーゼル機関車の修繕を開始。
- 1961年（昭和36年） - ジェットエンジンの噴流で雪を吹き飛ばす雪かき車を試作するも、実用化ならず。
- 1963年（昭和38年）4月 - ATS-Sの取付工事を開始。
- 1968年（昭和43年）
  - 3月 - 電車の修繕工事を開始（711系電車）。
  - 9月 - 電気機関車の修繕工事を開始（ED76形電気機関車）。
- 1973年（昭和48年）6月 - 特急形気動車の修繕を開始（キハ80系気動車）。
- 1975年（昭和50年）1月 - D51 603の出場をもって、蒸気機関車の修繕を終了。
- 1977年（昭和52年）2月 - 新幹線耐寒耐雪試験開始。
- 1979年（昭和54年）12月 - 立体貯蔵庫落成。
- 1985年（昭和60年）12月 - C35形コンテナ落成。「アルファコンチネンタルエクスプレス」改造落成。
- 1986年（昭和61年）
  - 3月 - フェログラフアナライザー新設。
  - 11月 - 「地域に密着した鉄道車両の技術開発」の功績により北海道新聞文化賞（産業経済賞）を受賞[13]。
  - 12月 - コジェネレーションシステム稼働（500kW×3）。「フラノエクスプレス」改造落成（翌年、鉄道友の会「ブルーリボン賞」受賞）。
- 1987年（昭和62年）
  - 4月1日 - 北海道旅客鉄道苗穂工場となる（一部は日本貨物鉄道苗穂車両所となる）。
  - 12月 - 「トマムサホロエクスプレス」改造落成（第一回北の生活デザインコンペ大賞受賞）。
- 1988年（昭和63年）
  - 3月 - C62 3復元。
  - 12月 - 「ニセコエクスプレス」落成（グッドデザイン賞受賞）。鉄道技術館が「さっぽろ・ふるさと文化100選」に選定。
- 1989年（平成元年）
  - 3月 - 乗車走行型「リニアモーターカー」落成。神戸市へ販売。
  - 12月 - 「クリスタルエクスプレス トマム & サホロ」落成（グッドデザイン賞受賞）。
- 1990年（平成2年）4月 - ボンネットバス「フロンティア号」の修復整備が竣工。

- 1991年（平成3年）

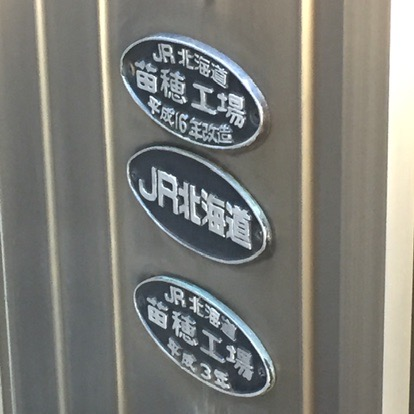
1991年2月に苗穂工場で落成した721系電車の製造銘板（2次車・F-17編成→F-3017編成）

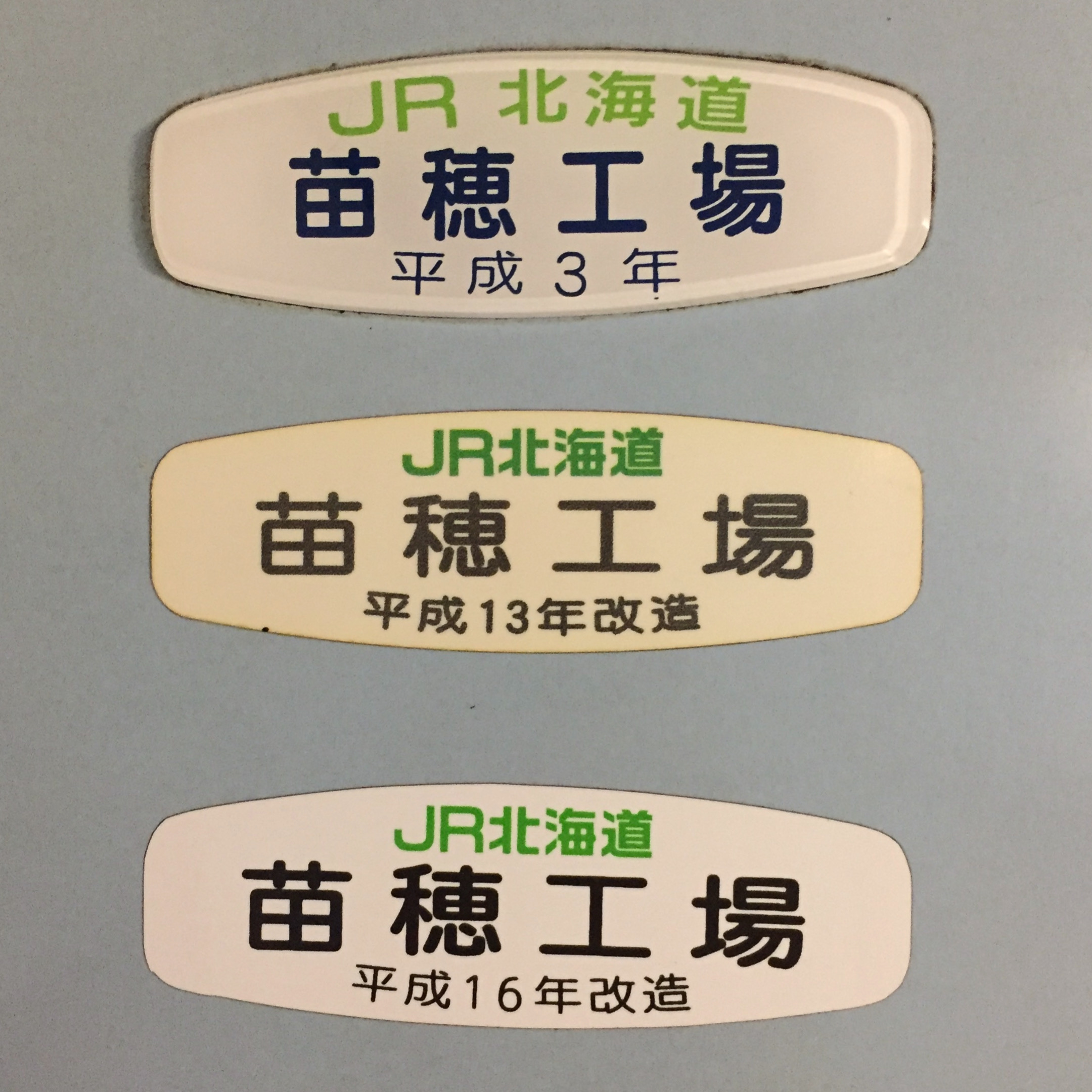
721系電車の車内銘板（2次車・F-17編成→F-3017編成）

  - 2月 - 721系電車（クモハ721-17・モハ721-17・クハ721-17（いずれも後年3017に改番）の3両（F-17編成→F-3017編成））落成。
  - 3月 - 50系客車をキハ141系気動車に改造落成。
- 1992年（平成4年）12月 - 「ノースレインボーエクスプレス」落成。
- 1993年（平成5年）
  - 2月 - キハ183系気動車に130km/h化改造を実施。
  - 11月 - 781系電車のドア増設工事完了。
- 1994年（平成6年）4月 - 1.5t高周波炉新設（合金鋳鉄制輪子製造増強）。
- 1995年（平成7年）1月 - キハ143形気動車の冷房化工事開始。
- 1996年（平成8年）
  - 2月 - キハ283系気動車（キハ283-2001）落成。
  - 4月 - キハ183系気動車のキロ182形を、キロハ182形に改造。
  - 12月 - キハ182形に運転室設置改造。
- 1997年（平成9年）
  - 3月 - 海峡線用の50系客車（オハ50）をカラオケ列車に、「はまなす」用の14系客車の一部を2段カーペット車に、「北斗星」用の24系客車の開放B寝台をBコンパートメントに改造。
  - 9月 - 「北斗星」用の24系客車の一部を全室デュエット個室に改造。
  - 12月 - キハ400形気動車をお座敷車両「くつろぎ」に改造。
- 1998年（平成10年）
  - 6月 - 「くしろ湿原ノロッコ号」改造。
  - 7月 - カートレイン改造。
- 1999年（平成11年）
  - 1月 - キハ183系気動車をお座敷車両「くつろぎ」に改造。
  - 4月 - C11 171復元。
  - 5月 - 「富良野・美瑛ノロッコ号」改造。
  - 8月 - レール温度制御散水車改造。
- 2000年（平成12年）
  - 9月 - C11 207復元。
  - 10月 - バーベキューカー改造。
- 2001年（平成13年）11月 - ISO9001認定取得。
- 2002年（平成14年）6月 - アクセスカー「パノラマミニ」落成。
- 2003年（平成15年）6月 - 781系電車「ドラえもん海底列車」改造。「富良野・美瑛ノロッコ号」増備車改造。
- 2004年（平成16年） - デュアル・モード・ビークル開発。
  - 10月22日 - 鉄道技術館が北海道遺産に選定される[11]。
  - 12月1日 - オンサイト発電システム運用開始[11]。
- 2005年（平成17年）2月 - ISO9001認証取得。
- 2007年（平成19年）
  - 9月 - キハ261系気動車（1000番台）落成。
  - 10月 - キハ160形気動車をディーゼルハイブリッド車両 (ITT) 化改造。
- 2008年（平成20年） - デュアル・モード・ビークル グッドデザイン賞特別賞受賞。
- 2009年（平成21年）1月 - 鉄道車両用バイオトイレシステムを開発。
- 2010年（平成22年）10月 - 北海道鉄道技術館が準鉄道記念物に指定。
- 2011年（平成23年）11月 - キハ143形気動車をワンマン化改造。
- 2016年（平成28年）1月 - 東武鉄道に貸出予定のC11 207の全般検査を実施。